# Aimo Cajander
Aimo Kaarlo Cajander (Uusikaupunki, 4 april 1879 – Helsinki, 21 januari 1943) was een Fins botanicus en politicus.

## Levensloop
Cajander studeerde biologie en bosbouw aan de Universiteit van München. Van 1911 tot 1934 was hij hoogleraar bosbouw en bosbehoud aan de Universiteit van Helsinki. Van 1934 tot 1943 was hij secretaris-generaal bosbeheer in Finland.
Naast botanicus en bosbouwkundige was Cajander ook politiek actief. Hij was een van de leiders van de Nationale Progressieve Partij (Kansallinen Edistyspuolue). In 1922 werd hij voor de eerste keer premier. In 1924 en van 1937 tot 1939 was hij opnieuw premier. Tijdens zijn laatste periode als premier traden er spanningen op tussen Finland en de Sovjet-Unie. De Sovjet-Unie eiste in 1938/1939 een aantal "grenscorrecties" aan de Fins-Russische grens en de vestiging van militaire bases op de Ålandseilanden. Cajander was slechts bereid tot enkele kleine concessies, maar weigerde akkoord te gaan met grote territoriale eisen. Op 30 november 1939 viel de USSR Finland aan. Cajander werd daags daarna vervangen door zijn partijgenoot Risto Ryti.
Cajander overleed op 63-jarige leeftijd, midden in de Vervolgoorlog.

## Nalatenschap
Cajanders naam is verbonden met het "Cajander-model", de militaire uitrusting van de Finse militair, bestaande uit een zeer eenvoudig uniform, een helm- of pet met embleem en een geweer.
Als botanicus onderzocht hij vegetatiestructuur van bossen. Hij is de grondlegger van de Noord-Europese School voor vegetatiekunde. Bodemgesteldheid speelt een belangrijke rol in zijn werk.